# Чилан
Чилан, известен и като Шиян, (на испански: Chillán) е град в Чили. Столица и най-голям град на провинция Нюбле в регион Биобио. В Чилан са родени множество хора на изкуството, част от които добили световна известност.

## История
Градът е основан на 26 юни 1580 г. от тогавашния Кралски губернатор на Чили Мартин Руис де Гамбоа под името Сан Бартоломе де Гамбоа. Жителите му преживяват редица тежки моменти. След основаването си градът се превръща в оперативен център за Арауканската война между испанските колонизатори и индианците мапуче. През 1655 г. той е унищожен от индианците и построен наново девет години по-късно, като този път започва да се нарича Санто Анхел де Чилан. По-късно от името остава само Чилан, което на местния индиански език означава „място, където седи слънцето“. Чилан е един от най-тежко засегнатите градове от земетресението в Консепсион на 24 май 1751 г. – той не само е разрушен до основи, но и коритото на река Чилан се премества толкова надалеч от оригиналното си местоположение, че жителите на града са принудени да го построят наново на различно място, там, където днес се намира град Чилан Виехо. На 20 февруари 1835 г. ново земетресение в Консепсион разрушава Чилан и се налага градът да бъде издигнат наново за четвърти път, този път на мястото, където се намира и в днешни дни. На старото място остават да живеят малко хора, но впоследствие броят им нараства и от руините изниква Чилан Виехо, който след години на разрастване почти се слива с Чилан. На 24 януари 1939 г. земетресение с епицентър в Чилан и магнитуд 7.8 разрушава около 3500 сгради, а вторичните земетресения разрушават и останалите. Това е най-смъртоносното земетресение в историята на страната с около 28000 жертви. След него при построяването на новите сгради се прилагат критерии, които да ги направят по-устойчиви. На 27 февруари 2010 г. Чилан е разтресен от друго земетресение, като в града отново има поражения, а след срутването на стена в затвор, от него бягат 269 затворници, от които впоследствие са заловени само 70.

## География
Чилан се намира в Централната чилийска долина, горе-долу по средата между Сантяго и Осорно. Отстои на около 60 км в източна посока от столицата на регион Биобио Консепсион. На около 80 км на изток от Чилан се намира Невадос де Чилан, група стратовулкани в чилийските Анди, които са едни от най-активните в региона. Там се намира и Термас де Чилан, един от най-известните зимни курорти в страната и Южна Америка.

### Климат
Климатът в Чилан е средиземноморски (Csa) по класификацията на Кьопен. Лятото е сравнително горещо и сухо със средни максимални температури около 28 °C и абсолютни максимални почти 38 °C в най-горещите месеци. Зимата е мека и влажна със средна минимална температура не по-ниска от 4 °C и абсолютна минимална не повече от -5,5 °C. Чилан е четвъртият град с най-замърсен въздух в страната след Сантяго, Темуко и Консепсион, като основната причина за замърсяването е употребата на печки за дърва за отопление от 62% от домакинствата в града.
| Климатични данни на Чилан             | Климатични данни на Чилан | Климатични данни на Чилан | Климатични данни на Чилан | Климатични данни на Чилан | Климатични данни на Чилан | Климатични данни на Чилан | Климатични данни на Чилан | Климатични данни на Чилан | Климатични данни на Чилан | Климатични данни на Чилан | Климатични данни на Чилан | Климатични данни на Чилан | Климатични данни на Чилан |
| Месеци                                | яну.                      | фев.                      | март                      | апр.                      | май                       | юни                       | юли                       | авг.                      | сеп.                      | окт.                      | ное.                      | дек.                      | Годишно                   |
| Абсолютни максимални температури (°C) | 37,8                      | 37,2                      | 34,8                      | 31,6                      | 27                        | 21,4                      | 20                        | 24,7                      | 27,2                      | 31,4                      | 32,8                      | 35,2                      | 37,8                      |
| Средни максимални температури (°C)    | 28,5                      | 28,1                      | 25,4                      | 20,2                      | 15,3                      | 12,3                      | 11,9                      | 13,9                      | 16,5                      | 19,3                      | 22,7                      | 26,2                      | 20                        |
| Средни температури (°C)               | 22,4                      | 21,6                      | 19,3                      | 15,1                      | 11,6                      | 9,1                       | 8,5                       | 10,2                      | 12,4                      | 14,8                      | 17,7                      | 20,8                      | 15,3                      |
| Средни минимални температури (°C)     | 12,2                      | 11,3                      | 9,6                       | 7,4                       | 6,5                       | 5,1                       | 4,1                       | 4,8                       | 5,9                       | 7,5                       | 9,3                       | 11,6                      | 7,9                       |
| Абсолютни минимални температури (°C)  | 0,9                       | 0,9                       | 0                         | −2,5                      | −5                        | −4,6                      | −5,5                      | −4,4                      | −5                        | −1,2                      | 0                         | 2,2                       | −5,5                      |
| Средни месечни валежи (mm)            | 14,9                      | 17,9                      | 26,2                      | 70,1                      | 216,4                     | 236,5                     | 201,4                     | 117,6                     | 97,1                      | 68,5                      | 38,2                      | 22,8                      | 1127,6                    |
| Брой на дните с валежи                | 2                         | 2                         | 3                         | 7                         | 13                        | 14                        | 14                        | 11                        | 9                         | 7                         | 4                         | 3                         | 89                        |
| ------------------------------------- | ------------------------- | ------------------------- | ------------------------- | ------------------------- | ------------------------- | ------------------------- | ------------------------- | ------------------------- | ------------------------- | ------------------------- | ------------------------- | ------------------------- | ------------------------- |
| Източник:                             |                           |                           |                           |                           |                           |                           |                           |                           |                           |                           |                           |                           |                           |

## Транспорт
През Чилан минава Рута 5, част от Панамериканската магистрала, която свързва града директно със столицата Сантяго, както и с някои големи града от Арика на север до Пуерто Монт на юг. Има три автогари, а железопътната гара е последната по линията ТераСур, която свързва Сантяго и Чилан (пътуването трае около пет часа). Североизточно от града се намира летище Бернардо О′Хигинс. Когато е построено през 1930 г., то има неасфалтирана писта с дължина 600 м. След няколко реконструкции пистата вече е асфалтирана и с дължина 1750 м, построена е контролна кула, поставено е осветление и др. Летището обслужва полети от и до Консепсион, Лос Анхелес, Сан Карлос, Ла Рейна, Темуко и Чайтен. Градският транспорт се състои от десет автобусни линии, 30 линии с маршрутни таксита и таксита.

## Спорт
Най-успешният футболен отбор в града е Нюбленсе. Той има една титла и шест втори места във втора дивизия и 12 сезона в Примера Дивисион (до 2015 г.). През сезон 2015/2016 играе във втора дивизия.

## Побратимени градове
- Мюрццушлаг
- Рио Куарто
- Хамилтън

## Известни личности
Родени в Чилан
- Бернардо О′Хигинс, революционер, национален герой на Чили
- Володя Тейтелбойм, политик, адвокат и писател
- Клаудио Арау, пианист
- Марта Брунет, писателка
- Марта Колвин, скулпторка
- Нелсон Виягра, актьор, режисьор и писател
- Рамон Винай, оперен певец
- Хуан де Диос Алдеа Фонсека, военноморски герой на Чили